# 기미숙
기미숙(奇美淑, 1967년 12월 26일~)은 대한민국의 핸드볼 선수이다. 1988년 하계 올림픽에서 금메달을 획득하는데 기여했다.

## 어린 시절
경기도 의정부시에서 기우선과 윤성혁 부부의 차녀로 태어났다. 가능국민학교, 의정부여자중학교, 의정부여자고등학교를 졸업했다.

## 선수 경력
의정부여고 재학 시절인 1985년 대한민국 주니어 국가대표팀에 발탁되어 10월에 대한민국 서울에서 열린 1985년 세계 주니어 선수권 대회에 참가하여 준우승을 차지했다.
고교 졸업 후인 1986년에 한국 실업 핸드볼 리그의 팀인 초당약품 여자 핸드볼단에 입단했으며 1987년에 대한민국 국가대표팀에 처음으로 발탁되었다. 같은 해 8월에 요르단 암만에서 열린 1987년 아시아 선수권 대회에 참가하여 대한민국의 우승에 기여했다. 같은 해 10월에는 덴마크에서 열린 1987년 세계 주니어 선수권 대회에 참가했으며 대한민국 주니어 대표팀은 3-4위전에서 동독 주니어 대표팀에게 패하여 4위에 올랐다.
1988년 9월에는 서울에서 열린 1988년 하계 올림픽에 참가하였고 소련을 꺾으면서 사상 첫 금메달을 획득했다. 이 공로로 대한민국 정부로부터 체육훈장 최고 등급 훈장인 청룡장을 받았다. 서울 올림픽 이후에는 국가대표팀에서 은퇴했으며, 이듬해인 1990년까지 선수 생활을 했다.

## 기타
대한민국 외의 올림픽을 다룬 자료에서는 1984년 하계 올림픽에 참가한 핸드볼 선수 김미숙과 혼동되기도 한다.

## 수상

### 수훈
- 체육훈장 청룡장(1988년 10월 5일)